# 아사쿠라 노리아키
아사쿠라 노리아키(일본어: 朝倉 徳明, 1973년 5월 11일 ~ )는 일본의 전 축구 선수이다. 과거 시미즈 에스펄스, 콘사돌레 삿포로에서 활동하였다.

## 구단 경력
1992년 J1리그의 시미즈 에스펄스에 입단했다. 1992년과 1993년 2번의 J리그컵 준우승을 차지했다. 1996년 재팬 풋볼 리그의 콘사돌레 삿포로로 이적했다. 1997년후 현역 은퇴.